# جيمس مكلور
جيمس مكلور (بالإنجليزية: James McClure)‏ هو لاعب تنس الطاولة أمريكي، ولد في 28 سبتمبر 1916 في إنديانابوليس في الولايات المتحدة، وتوفي في 12 فبراير 2005 في فلوريدا في الولايات المتحدة.